# Andrea Iommi
Andrea Iommi (Montegranaro, 25 marzo 1977) è un pilota motociclistico italiano.

## Carriera
Per quanto riguarda le competizioni del motomondiale ha corso solo nella classe 125 della stagione 1998, esordendo al GP d'Italia, con una Honda, giungendo al 31º posto della classifica finale grazie al 14º posto ottenuto nel GP di Germania. In precedenza aveva corso per alcune stagioni in campionati minori con varie squadre, tra cui il "Flash Motor Racing Team".
Sicuramente da menzionare le sue due partecipazioni all'europeo Superstock 1000 in sella a una Aprilia RSV 1000 a Brands Hatch nel 2000 e a Monza nel 2001, entrambe concluse con un ritiro.
Al termine delle esperienze internazionali, si impegna in vari trofei di livello nazionale: nel 2003 vince la "Mobil Cup 250 Sport Production" (categoria Open) con la Aprilia RS del team "DOC Racing" e l'anno successivo chiude in 24ª posizione nel campionato italiano della classe Superstock 1000 con una Suzuki della squadra "MNR Racing".
Nel 2007 è di nuovo impegnato nel CIV con una Kawasaki ZX-10R in versione Superstock preparata dalla "M2 Racing", mentre la stagione seguente approda alla classe Supersport con una Honda CBR 600RR. Conclude prematuramente la sua avventura nel massimo campionato nazionale a causa di dissapori con il team e chiude la stagione nel Ninja Trophy (un trofeo monomarca gestito dalla Kawasaki) 27º in classifica generale (gruppo B). L'anno successivo è invece impegnato nel monomarca Harley-Davidson "XR1200 Trophy".

## Risultati nel motomondiale
| 1998 | Classe | Moto  |  |  |  |     |    |    |    |    |    |    |    |    |    |     |  | Punti | Pos. |
| ---- | ------ | ----- |  |  |  | --- | -- | -- | -- | -- | -- | -- | -- | -- | -- | --- |  | ----- | ---- |
| 1998 | 125    | Honda |  |  |  | Rit | 16 | 18 | 21 | 18 | 14 | 16 | 19 | 24 | 22 | Rit |  | 2     | 31º  |

| Legenda | 1º posto        | 2º posto            | 3º posto            | A punti      | Senza punti        | Grassetto – Pole position Corsivo – Giro più veloce |
| Legenda | Gara non valida | Non qual./Non part. | Ritirato/Non class. | Squalificato | '-' Dato non disp. | Grassetto – Pole position Corsivo – Giro più veloce |